# Літаратура і мастацтва
«Литература и искусство» (бел. «Літарату́ра і маста́цтва») — белорусская еженедельная литературная газета.

## История
Основана 26 февраля 1932 года. Выходит в Минске один раз в неделю (по пятницам) на белорусском языке на 16 страницах (в 1957—1970 годах издавалась дважды в неделю).
В Великую Отечественную войну не выходила. Издание возобновлено в 10 апреля 1945 года.
Свои первые произведения на страницах «ЛіМ» публиковали Иван Мележ, Иван Шамякин, Василь Быков, Владимир Короткевич, Евгения Янищиц, Алесь Рязанов, Алесь Письменков, Николай Арочко и другие известные белорусские писатели и поэты.

## Современность
В настоящее время учредителями издания являются Министерство информации Республики Беларусь, ОО Союз писателей Беларуси, РИУ «Издательский дом «Звязда»».
Тираж около 1 тысяч экземпляров.
Штат редакции состоит из отделов информации, публицистики, критики, прозы и поэзии, музыки.
С 2010 года издается приложение «Книжный мир» (выходит на белорусском и русском языках) — совместный проект газеты «Литература и искусство» и Национальной книжной палаты Республики Беларусь.
В газете периодически появляется рубрика «Соотечественники в мире», знакомящая читателей с белорусскими диаспорами дальнего и ближнего зарубежья, в первую очередь в России.

## Главные редакторы
- Хацкель Дунец (1932—1935)
- Илья Гурский (1935—1941)
- Аркадий Кулешов (1945—1946)
- Николай Горцев (1947—1949)
- Павел Ковалев (1949—1950)
- Василь Витка (1951—1957)
- Николай Ткачев (1957—1959)
- Янка Шараховский (1959—1961)
- Ничипор Пашкевич (1961—1969)
- Леонид Прокша (1969—1972)
- Фёдор Жичко (1972—1976)
- Алесь Осипенко (1976—1980)
- Алесь Жук (1980—1986)
- Анатолий Вертинский (1986—1990)
- Николай Гиль (1990—1997)
- Владимир Некляев (1997—1999)
- Алесь Письменков (1999—2002)
- Виктор Шнип (2002—2003)
- Анатолий Козлов (2003—2009)
- Алесь Карлюкевич (2009—2011)
- Татьяна Сивец (2011—2015)
- Лариса Тимошик (2015—2019)
- Алексей Чарота (с июля 2019)